# Damascus Cover
Pour plus de détails, voir Fiche technique et Distribution.
Damascus Cover est un film britannique réalisé par Daniel Zelik Berk, sorti en 2017.

## Synopsis
1989, Berlin, Ari Ben-Sion est un espion israélien se faisant passer pour un homme d'affaires allemand nommé Hans Hoffmann. Il a pour mission d'exfiltrer un autre agent de Syrie.

## Fiche technique
- Titre : Damascus Cover
- Réalisation : Daniel Zelik Berk
- Scénario : Daniel Zelik Berk et Samantha Newton d'après le roman de Howard Kaplan
- Musique : Harry Escott
- Photographie : Chloë Thomson
- Montage : Martin Brinkler
- Production : Huw Penallt Jones, Hannah Leader, Yifat Prestelnik, Jonathan Rhys-Meyers, Masaaki Tanaka et Jomon Thomas
- Société de production : Cover Films, H Films, Marcys Holdings et Xeitgeist Entertainment Group
- Pays :  Royaume-Uni
- Genre : Thriller et espionnage
- Durée : 93 minutes
- Dates de sortie : 
  -  Royaume-Uni : septembre 2017 (festival du film de Boston), 20 juillet 2018
  -  France : 28 avril 2020

## Distribution
- Jonathan Rhys-Meyers : Ari Ben-Sion
- Olivia Thirlby : Kim Johnson
- Jürgen Prochnow : Franz Ludin
- Yigal Naor : General Fuad
- Navid Negahban : Suleiman Sarraj
- John Hurt : Miki
- Aki Avni : Shaul
- Selva Rasalingam : Sabri
- Shani Aviv : Rachel Kahtib
- Gem Carmella : Sabeen
- Tsahi Halevi : Rami Elon
- Herzl Tobey : Ehud
- Sara von Schwarze : Dr. Rotem
- Wolf Kahler : le colonel Ludwig Streicher
- Neta Riskin : Yael
- Hartmut Volle : Heinrich Wolf
- Ben Affan : Mustafa
- Mekki Kadiri : Yosef
- Jonathan Ledbury : Rob
- Benny Maslov : Dimitry

## Accueil
Le film a reçu un accueil défavorable de la critique. Il obtient un score moyen de 36 % sur Metacritic.